# Rachael Thomas
Pour les articles homonymes, voir Thomas.
Rachael Thomas, née Rachael Harder en 1986 à Calgary en Alberta, est une femme politique canadienne. Depuis l'élection de octobre 2015, elle est députée de la circonscription de Lethbridge à la Chambre des communes du Canada sous la bannière du Parti conservateur du Canada.

## Biographie
Née en 1986 à Calgary en Alberta, Rachael Harder grandit sur une petite ferme à Kathyrn en Alberta. Elle fait ses études post-secondaires en Saskatchewan au Collège de Briercrest (en), un établissement d'enseignement postsecondaire évangélique privé, où elle est diplômée en 2012. Elle revient en Alberta où elle décroche un baccalauréat en éducation et un baccalauréat ès arts en sciences sociales à l'Université de Lethbridge.
En 2015, elle se présente comme candidate du Parti conservateur du Canada dans la circonscription de Lethbridge lors des élections du 19 octobre. Elle est élue avec 56,8 % des voix et une majorité de 20 647 voix et elle devient députée à la Chambre des communes. Elle est la première femme élue députée de la circonscription, circonscription créée en 1917, 98 ans plus tôt. En novembre 2015, Rona Ambrose, cheffe par intérim du Parti conservateur, la nomme porte-parole de l’opposition officielle pour les jeunes et les personnes handicapées.
En 2017, lors de la course à la chefferie du Parti conservateur, elle donne son appui à Erin O'Toole. Andrew Scheer gagne la course et nomme tout de même Harder au poste de porte-parole du parti pour la condition féminine.
Rachael Harder est réélue en 2019 avec 65,8 % des voix et 2021 avec 55,6 % des voix.
Elle se représente en 2025 mais désormais sous le nom de Rachael Thomas.

## Vie privée
En juin 2021, Rachael Harder épouse Victor Thomas à l'hôtel Banff Springs. Elle prend alors le nom de Rachael Thomas.